# Kongen af Danmark (radioprogram)
 For alternative betydninger, se Kongen af Danmark (flertydig). (Se også artikler, som begynder med Kongen af Danmark)
Kongen af Danmark var et radio-program på TV2 Radio med Casper Christensen og Ricco Wichmann. Programmet blev sendt direkte fra Casper Christensens lejlighed i det centrale København i nogle måneder i foråret 2007. Programmet var kommercielt og finansieret af reklamepauser i radiofladen, men da Kongen af Danmark og Tv2 Radio oplevede katastrofalt dårlige lyttertal, var programmet ikke rentabelt.
Programmet var en del af eftermiddagsfladen på Tv2 Radio.
| Radio | Spire Denne artikel om radio eller radioprogrammer er en spire som bør udbygges. Du er velkommen til at hjælpe Wikipedia ved at udvide den. |